# Florence L. Barclay
Florence L. Barclay (2 de diciembre de 1862-10 de marzo de 1921) fue una escritora y novelista británica, reconocida principalmente por su novela El rosario, publicada en 1909.

## Biografía
Florence Louisa Charlesworth nació en Limpsfield, Surrey, Inglaterra. Era hermana de Maud Ballington Booth, líder del Ejército de Salvación y cofundadora de los Voluntarios de América. Cuando Florence tenía siete años, la familia se mudó a Limehouse en el distrito londinense de Tower Hamlets.
En 1881 Charlesworth se casó con el reverendo Charles W. Barclay y pasó su luna de miel en Tierra Santa. En Siquem descubrió el Pozo de Jacob, el lugar donde, según el Evangelio de San Juan, Jesús conoció a la mujer de Samaria (Juan 4-5). Florence Barclay y su marido se establecieron en Hertford Heath, Hertfordshire, donde cumplió los deberes como esposa de un rector. Se convirtió en madre de ocho hijos. Cuando cumplió los cuarenta años, los problemas de salud la dejaron postrada en cama durante un tiempo y pasó las escribiendo lo que se convirtió en su primera novela romántica titulada Las ruedas del tiempo.
Su siguiente novela, El Rosario, fue publicada en 1909 y su éxito resultó en la traducción de la misma a ocho idiomas y en la realización de cinco películas, también en varios idiomas. Según el New York Times, la novela fue la más vendida de 1910 en los Estados Unidos. La popularidad del libro fue tal que más de veinticinco años después, la revista Sunday Circle publicó la historia en serie y en 1926 el prominente dramaturgo francés Alexandre Bisson adaptó el libro como una obra en tres actos para el escenario parisino. Florence Barclay escribió once libros en total, incluyendo una obra de no ficción. Su novela The Mistress of Shenstone (1910) se convirtió en una película muda del mismo título en 1921.
Florence Barclay murió en 1921 a la edad de 58 años. El libro The Life of Florence Barclay: a study in personality fue publicado anónimamente ese año por la editorial G. P. Putnam's Sons.